# Xavier Bertoni
Pour les articles homonymes, voir Bertoni.
Xavier Bertoni, né le 4 mai 1988 à Annemasse (Haute-Savoie), est un skieur freestyle français s'illustrant en half-pipe, il ride aujourd'hui pour la station française de Tignes.

## Carrière
Au cours de sa carrière, il a notamment remporté une médaille de bronze aux Championnats du monde 2009 (où son compatriote Kevin Rolland prend l'or), également il a disputé la Coupe du monde où il compte quatre podiums dont une première victoire aux Contamines le 11 janvier 2009. Il participe en compagnie de Kevin Rolland quelques jours plus tard (le 23 janvier) aux Winter X Games d'Aspen où il remporte le superpipe devant les favoris américains (dont Tanner Hall vainqueur de l'épreuve les trois éditions précédentes). Il clôt ce mois de janvier avec une seconde place en Coupe du monde aux half-pipe de Park City et prend alors la place de leader du classement général de ski acrobatique après celui du half-pipe confirmant qu'il est à ce moment-là le meilleur skieur de half-pipe.
Le 31 janvier 2010, il termine 3e du Super Pipe des Winter X Games à Aspenavec un score de 90. Au mois de mars 2010, il finit 2e derrière Kevin Rolland aux Winter X Games Europe à Tignes. Il a remporté une deuxième victoire en coupe du monde de ski acrobatique (half-pipe) à Kreischberg le 21 janvier 2011.
En 2014, il termine 8e de la Coupe du Monde de Calgary, ce qui le qualifie pour les XXIIes Jeux olympiques d'hiver se déroulant dans la ville de Sotchi le mois suivant.

## Palmarès

### Championnats du monde
| Épreuve / Édition | Airoko 2007 (junior) | Inawashiro 2009 | Deer Valley 2011 |
| Half-pipe         | 8e                   | Bronze          | 6e               |

### Coupe du monde
- Meilleur classement au général : 9e en 2009.
- Meilleur classement du half-pipe : 2e en 2009 et 2011.
- 4 podiums dont 2 victoires en carrière.

#### Différents classement en coupe du monde
| Année/Classement | Année/Classement | Général | Général | Half-pipe | Half-pipe |
| ---------------- | ---------------- | ------- | ------- | --------- | --------- |
| Année/Classement | Année/Classement | Class.  | Points  | Class.    | Points    |
| 2004             | 2004             | 134e    | 4       | 29e       | 11        |
| 2005             | 2005             | -       | -       | -         | -         |
| 2006             | 2006             | 48e     | 18      | 3e        | 90        |
| 2007             | 2007             | 125e    | 3       | 17e       | 14        |
| 2008             | 2008             | 27e     | 17      | 5e        | 137       |
| 2009             | 2009             | 9e      | 44      | 2e        | 220       |
| 2011             | 2011             | 15e     | 34      | 2e        | 172       |
| 2012             | 2012             | 70e     | 13      | 7e        | 66        |
| 2013             | 2013             | 116e    | 9       | 28e       | 47        |
| 2014             | 2014             | 116e    | 10      | 20e       | 52        |

#### Détails des victoires
| Édition / Épreuve | Half-pipe      |
| 2009              | Les Contamines |
| 2011              | Kreischberg    |

### Divers
- Vainqueur du superpipe aux Winter X-Games 2009 à Aspen puis 3e en 2010.
- Seconde place aux Winter X-Games Europe à Tignes en 2010.